# Districte d'Ağstafa
Ağstafa (àzeri: Ağstafa rayonu, rus: Агстафинский район), és un districte de l'Azerbaidjan amb el centre administratiu a la ciutat d'Ağstafa.

## Demografia
La població del districte d'Agstafa és de 78.983 habitants. Els assentaments més poblats són Dağ Kəsəmən, Köçəsgər, Muğanlı, Aşağı Kəsəmən i Ağstafa. Els grups ètnics són:
- Àzeris - 98.7%
- Turcs de Meskhètia - 0.6%
- Altres - 0.7%[1]

|                     | 2000 | 2001 | 2002 | 2003 | 2004 | 2005 | 2006 | 2007 | 2008 | 2009 | 2010 | 2011 | 2012 | 2013 | 2014 | 2015 | 2016 | 2017 | 2018 |
| ------------------- | ---- | ---- | ---- | ---- | ---- | ---- | ---- | ---- | ---- | ---- | ---- | ---- | ---- | ---- | ---- | ---- | ---- | ---- | ---- |
| Districte d'Ağstafa | 74,5 | 75,1 | 75,5 | 76,0 | 76,6 | 77,3 | 78,0 | 78,6 | 79,3 | 80,2 | 80,6 | 81,4 | 81,9 | 82,7 | 83,6 | 84,6 | 85,7 | 86,6 | 87,2 |
| població urbana     | 14,7 | 14,8 | 14,9 | 15,0 | 19,7 | 19,9 | 20,1 | 20,1 | 20,0 | 20,2 | 20,2 | 20,2 | 20,3 | 20,4 | 20,6 | 20,8 | 21,0 | 21,2 | 21,3 |
| població rural      | 59,8 | 60,3 | 60,6 | 61,0 | 56,9 | 57,4 | 57,9 | 58,5 | 59,3 | 60,0 | 60,4 | 61,2 | 61,6 | 62,3 | 63,0 | 63,8 | 64,7 | 65,4 | 65,9 |

## Educació
El districte té 39 biblioteques, 13 cases de cultura, 1 escola musical, 3 museus, 1 galeria de pintura i 25 clubs, 1 Hospital Central, 1 hospital rural així com 15 llocs de salut rural.
Hi ha 39 escoles, 4 preescolars i 34 guarderies.